# باتمان (لعبة فيديو 1986)
الرجل الوطواط (بالإنجليزية: Batman، نقحرة: باتمان) هي لعبة فيديو من نوع أكشن مغامرات. نشرت بواسطة أوشن سوفت وير لأنظمة زد اكس سبكتروم، أمستراد سي بي سي، امستراد بي سي دبليو وإم إس إكس.